# Seven de Dubái 2011
El Seven de Dubái de 2011 fue la duodécima edición del torneo de rugby 7, fue el segundo torneo de la temporada 2011-12 de la Serie Mundial Masculina de Rugby 7.
Se disputó en el The Sevens Stadium.

## Fase de grupos

### Grupo A
| Equipo                 | Encuentros | Encuentros | Encuentros | Encuentros | Tantos  | Tantos    | Tantos     | Puntos |
| Equipo                 | jugados    | ganados    | empatados  | perdidos   | a favor | en contra | diferencia | Puntos |
| ---------------------- | ---------- | ---------- | ---------- | ---------- | ------- | --------- | ---------- | ------ |
| Fiyi                   | 3          | 3          | 0          | 0          | 114     | 21        | +93        | 9      |
| Argentina              | 3          | 1          | 1          | 1          | 108     | 75        | +33        | 6      |
| Samoa                  | 3          | 1          | 1          | 1          | 97      | 71        | +26        | 6      |
| Emiratos Árabes Unidos | 3          | 0          | 0          | 3          | 19      | 171       | −152       | 3      |

Nota: Se otorgan 3 puntos al equipo que gane un partido, 2 al que empate y 1 al que pierda

### Grupo B
| Equipo         | Encuentros | Encuentros | Encuentros | Encuentros | Tantos  | Tantos    | Tantos     | Puntos |
| Equipo         | jugados    | ganados    | empatados  | perdidos   | a favor | en contra | diferencia | Puntos |
| -------------- | ---------- | ---------- | ---------- | ---------- | ------- | --------- | ---------- | ------ |
| Sudáfrica      | 3          | 3          | 0          | 0          | 74      | 17        | +57        | 9      |
| Nueva Zelanda  | 3          | 2          | 0          | 1          | 76      | 28        | +48        | 7      |
| Portugal       | 3          | 1          | 0          | 2          | 24      | 58        | −34        | 5      |
| Estados Unidos | 3          | 0          | 0          | 3          | 17      | 88        | −71        | 3      |

### Grupo C
| Equipo     | Encuentros | Encuentros | Encuentros | Encuentros | Tantos  | Tantos    | Tantos     | Puntos |
| Equipo     | jugados    | ganados    | empatados  | perdidos   | a favor | en contra | diferencia | Puntos |
| ---------- | ---------- | ---------- | ---------- | ---------- | ------- | --------- | ---------- | ------ |
| Inglaterra | 3          | 3          | 0          | 0          | 91      | 24        | +67        | 9      |
| Francia    | 3          | 2          | 0          | 1          | 65      | 34        | +31        | 7      |
| Zimbabue   | 3          | 1          | 0          | 2          | 21      | 74        | −53        | 5      |
| Kenia      | 3          | 0          | 0          | 3          | 22      | 67        | −45        | 3      |

### Grupo D
| Equipo    | Encuentros | Encuentros | Encuentros | Encuentros | Tantos  | Tantos    | Tantos     | Puntos |
| Equipo    | jugados    | ganados    | empatados  | perdidos   | a favor | en contra | diferencia | Puntos |
| --------- | ---------- | ---------- | ---------- | ---------- | ------- | --------- | ---------- | ------ |
| Gales     | 3          | 3          | 0          | 0          | 62      | 33        | +29        | 9      |
| Australia | 3          | 2          | 0          | 1          | 78      | 52        | +26        | 7      |
| Escocia   | 3          | 1          | 0          | 2          | 38      | 52        | −14        | 5      |
| Canadá    | 3          | 0          | 0          | 3          | 33      | 74        | −41        | 3      |

## Fase Final

### Cuartos de final
| 3 de diciembre | Fiyi | 34 - 7 | Australia |  |  |

| 3 de diciembre | Inglaterra | 10 - 7 | Nueva Zelanda |  |  |

| 3 de diciembre | Gales | 5 - 7 | Argentina |  |  |

| 3 de diciembre | Sudáfrica | 5 - 19 | Francia |  |  |

### Semifinal
| 3 de diciembre | Fiyi | 12 - 19 | Inglaterra |  |  |

| 3 de diciembre | Argentina | 5 - 24 | Francia |  |  |

### Final
| 3 de diciembre | Inglaterra | 29 - 12 | Francia |  |  |

| Bandera de Inglaterra  |
| Campeón Inglaterra     |
| 1º título del circuito |